# یک جای امن
یک جای امن (انگلیسی: A Safe Place) یک فیلم درام به کارگردان «هنری جَگلوم» است که در سال ۱۹۷۱ منتشر شد. از بازیگران آن می‌توان به تیوزدی ولد، جک نیکلسون و اورسن ولز اشاره کرد.

## بازیگران
- تیوزدی ولد
- جک نیکلسون
- اورسن ولز
- گوئن ولز
- فیلیپ پراکتر
- فرانچسکا هیلتون
- داو لارنس

## تولید
این فیلم ۹۴ دقیقه‌ای، منتخبی از ۵۰ ساعت تصویربرداری و فیلم است.

## بازخوردها
یک جای امن که اولین اثر «هنری جَگلوم» در مقام کارگردان است، "هم در گیشه و هم در جلب نظر منتقدان فاجعه‌آمیز بود". مجلهٔ تایم فیلم را «گیج‌کننده و پرمدعا» نامید و ادامه داد که «ادعاهایی که درباره استعداد او در فیلم‌سازی وجود دارد؛ غلو شده و اغراق‌آمیز هستند، یا دست‌کم این استعداد، در «هنر کارگردانی» او دیده نمی‌شود.» وینسنت کنبی منتقد برجستهٔ فیلم در روزنامهٔ نیویورک تایمز نوشت، فیلم "یک شرح حال سرسری از یک خودکشی" است که "بیان روایت‌گونهٔ آن، سعی دارد عمقی‌تر و پیچیده‌تر جلوه کند. در فیلم علاقه و ستایش‌گری کارگردان نسبت به ستارهٔ فیلمش (تیوزدی ولد) دیده می‌شود، که تلاش کرده او را در هر نوع رنگ‌بندی و نورپردازی و زاویهٔ دوربین و با چاشنیِ چند ترانهٔ چرند و عامه‌پسند از دههٔ ۴۰ و ۵۰، نشان دهد." مجلهٔ ورایتی نوشت: «آزمون‌وخطای تعمدی در کارِ کارگردان، بارِ سنگینی بر دوش بیینده می‌گذارد و «نویسنده-کارگردانِ» فیلم، در ژرفای خودش مستغرق گشته است.»